# Niels Gade
Niels Wilhelm Gade (Koppenhága, 1817. február 22. – Koppenhága, 1890. december 21.) dán zeneszerző.

## Életpályája
Hangszerkészítő fiaként született. Zenei tanulmányai csak a hegedű-, gitár- és zongorajáték elsajátításáig terjedtek, igen későn kezdett az elmélettel foglalkozni. A hangszerelés mesterévé pedig csak hallás utján, mint az udvari zenekar tagja nevelte magát. Már első műve is meglepte a világot: Nachklänge aus Ossian c. zenekari mű, melyet a koppenhágai zeneegyesület pályázatán 1841-ben Schneider Fr. és Spohr bírák az első díjjal tüntettek ki. Erre királyi ösztöndíjjal 1843-ban Mendelssohnhoz Lipcsébe ment, Schumannal is megbarátkozott s az első mellett, majd (1847 novemberében) utóda gyanánt, a híressé vált Gewandhaus-hangversenyek karnagya lett. 1848 tavaszán a schleswig-holsteini háború kitörtével hazasietett Koppenhágába, ahol orgonás és a zeneegyesület karnagya lett, az egyetem pedig tiszteletbeli bölcselettudorrá avatta. Szerzeményeinek mindenikét érdekessé teszik a nemzeti, skandináv melódika, összhang és ritmika sajátosságai, de amelyek nem uralkodnak műveiben, inkább csak fűszerezik kozmopolita jellegű, csendesebb, merengő zenéjét.
Mintegy 60 műve közül kiválik 8 szimfóniája (csak a 2. (E), a 4. (B) és 7. (F)-dúr, a többi (C, A, D, G, H)-moll); 5 nyitány Fennsíkon, Hamlet, Michel Angelo); hegedűversenyek, szonáták, vonósötös, hatos, nyolcas; néhány zongoramű; kantáták; kórusművek